# モーターシティ・クルーズ
モーターシティ・クルーズ（Motor City Cruise）は、NBAゲータレード・リーグ（以下Gリーグ）に加盟しているプロバスケットボールチーム。本拠地はアメリカ合衆国ミシガン州デトロイト。

## 歴史

### ベーカーズフィールド・ジャム
2003年、ABAの新チームとして設立された。設立時に新潟アルビレックスBBの資本が入っていた事で日本でも話題になった。また、オーナーであるTet Yamashita氏は、日本生まれの日本人でロサンゼルス在住、NBAで外国人として初めてオーナーとして承認された。カリフォルニア州ロングビーチを本拠地とし、2003-04シーズンは初優勝を果たした。2004-05シーズンは田臥勇太やデニス・ロッドマンがプレイするなどして注目を集めたが、2005年5月に同リーグを脱退した。
2006年、NBADLの拡張に伴い、本拠地をベーカーズフィールドに移転。参入が決定した。
2006年11月のNBADLドラフトでは、日本人選手の田臥勇太を3巡目11位で指名。その後、10人枠の開幕ロスターに残り、田臥は2年ぶりに古巣へ復帰した。また、12月にはシラキュース大学を全米王者にも導いたことがあるジェリー・マクナマラと契約した。

### ノーザンアリゾナ・サンズ
2016-17シーズンより、本拠地をアリゾナ州プレスコットに移転し、チーム名も "ノーザンアリゾナ・サンズ" と改名することになった。これは、単純なチーム移転ではなく、リーグの方針により各NBAチームがGリーグチームを保有し運営するということになった為、NBAフェニックスサンズとJAMオーナーが株式交換する形で、サンズの直営チームになった。同時に、JAMオーナーであったTet Yamashita氏はNBAサンズ株の少数保有者となった。

### モーターシティ・クルーズ
2020年7月29日、デトロイト・ピストンズがサンズからノーザンアリゾナ・サンズを買い取り、2021-22シーズンから本拠地をデトロイトに移転すること、試合会場がウェインステート・フィールドハウスとなること、ピストンズが以前まで提携していたグランドラピッズ・ドライブとの提携終了をそれぞれ発表。翌日には球団名がモーターシティ・クルーズになったことも発表された。
初年度の2021-22シーズンはプレーオフに進んだものの、翌年から3シーズン連続でプレーオフを逃している。

## 過去に所属した選手
- ダーマー・ジョンソン（DerMarr Johnson) (2003)
- マット・バーンズ (2003-04)
- マスター・P- 本職はラッパー
- デニス・ロッドマン (2003-04)
- 田臥勇太 (2003-04,2006-07)
- コーリー・ゲインズ (2003-04)
- アンソニー・コールマン (2006-07)
- コスタ・ペロビッチ (2007-08)
- ハビエル・カーター (2009-10)
- リース・ゲインズ (2009-10)
- アンドリュー・ネイミック (2010-11)
- チュクゥディエベレ・マドゥアバム (2011-12)
- エリック・ブレッドソー (2012)
- デビン・イーバンクス (2015-16)
- ハビエル・カーター (2015-16)
- アレックス・デイビス (2017)
- マイケル・ヤング・ジュニア (Michael Young) (2017-18)
- アンソニー・ローレンス (2019-20)
- ルカ・ガーザ (2021-22)
- デイヴィダス・シルヴィディス (2021-22)
- チェイク・ディアロ (2021-22)
- コール・スワイダー (2024-25)

## 提携チーム

### ベーカーズフィールド・ジャム時代
- サクラメント・キングス (2006-2008)
- ゴールデンステート・ウォリアーズ (2006-2010)
- オーランド・マジック (2008-2009)
- ロサンゼルス・クリッパーズ (2009-2014)
- ロサンゼルス・レイカーズ (2010-2011)
- フェニックス・サンズ (2011-2016)
- トロント・ラプターズ (2011-2014)
- アトランタ・ホークス (2012-2014)
- ユタ・ジャズ (2013-2014)

### ノーザンアリゾナ・サンズ時代
- フェニックス・サンズ（2015-2020)

### モーターシティ・クルーズ時代
- デトロイト・ピストンズ (2021-)